# イサベル・デ・カスティーリャ (1283-1328)
イサベル・デ・カスティーリャ（スペイン語：Isabel de Castilla, 1283年 - 1328年7月24日）は、アラゴン王ハイメ2世の最初の妃、のちブルターニュ公ジャン3世の妃。

## 生涯
イサベルはカスティーリャ王サンチョ4世とマリア・デ・モリナの間にトーロで生まれた。1291年12月1日にソリアにおいて、イサベルはアラゴン王ハイメ2世と結婚した。ハイメ2世は24歳であったのに対しイサベルは8歳であったためこの結婚は完遂しなかった。
父サンチョ4世は1295年4月25日に死去した。ハイメ2世は同盟相手を変更しカスティーリャ国内の混乱を利用することを決めた。そのため、ハイメ2世はイサベルとの結婚を解消し、ビアンカ・ディ・ナポリと結婚した。
その後10年以上イサベルは未婚のまま過ごしたが、1310年にブルゴスでブルターニュ公ジャン3世と再婚した。この結婚で子供は生まれなかった。
1328年にイサベルは死去し、プリエール修道院に埋葬された。